# Alsodes hugoi
Espèce
Statut de conservation UICN

 VU  : Vulnérable
Alsodes hugoi est une espèce d'amphibiens de la famille des Alsodidae.

## Répartition
Cette espèce est endémique de la province de Talca dans la région du Maule au Chili. Elle se rencontre à Vilches sur le río Lircay dans la commune de San Clemente entre 900 et 1 200 m d'altitude sur le versant ouest des Andes.

## Étymologie
Cette espèce est nommée en l'honneur d'Hugo Campos Cereceda (1935-1998).

## Publication originale
- Cuevas & Formas, 2001 : A new species of Alsodes (Amphibia, Anura, Leptodactylidae) from Central Chile. Amphibia-Reptilia, vol. 22, no 2, p. 187-198.